# محرك عنفي مروحي

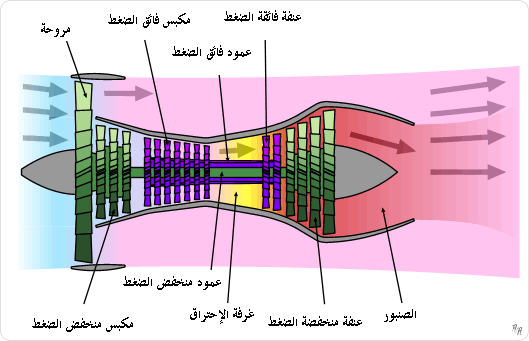
تركيب الحرك العنفي المروحي الداخلي.

المحرك العنفي المروحي (بالإنجليزية: turbofan engine) أو المروحة العنفية (بالإنجليزية: turbofan) أو المحرك المروحي النفاث نوع من أنواع المحركات النفاثة يستعمل في الطائرات والمقاتلات. وويتركب المحرك العنفي المروحي -وكما يوحي - الاسم من مروحة أنبوبية في طرفه الأمامي وعنفة غازية (توربين) في طرفه الخلفي وبينهما غرفة احتراق داخلي. ويشابه تركيبه تركيب محرك الطوربوجيت لكن مع إضافة المروحة الانبوبية. تسوق العنفة هذه المروحة لتدويرها وتفيد المروحة في زيادة تحويد الهواء (زيادة تدفق الهواء بجوار قلب المحرك) بشكل كبير. ورغم بطء سرعة الهواء المحود، إلا أن تسريعه بالمروحة يسهم في تعزيز دفع الطائرة دون حرق مزيد من الوقود مما يقلص الاستهلاك النوعي للوقود.

## ميزته

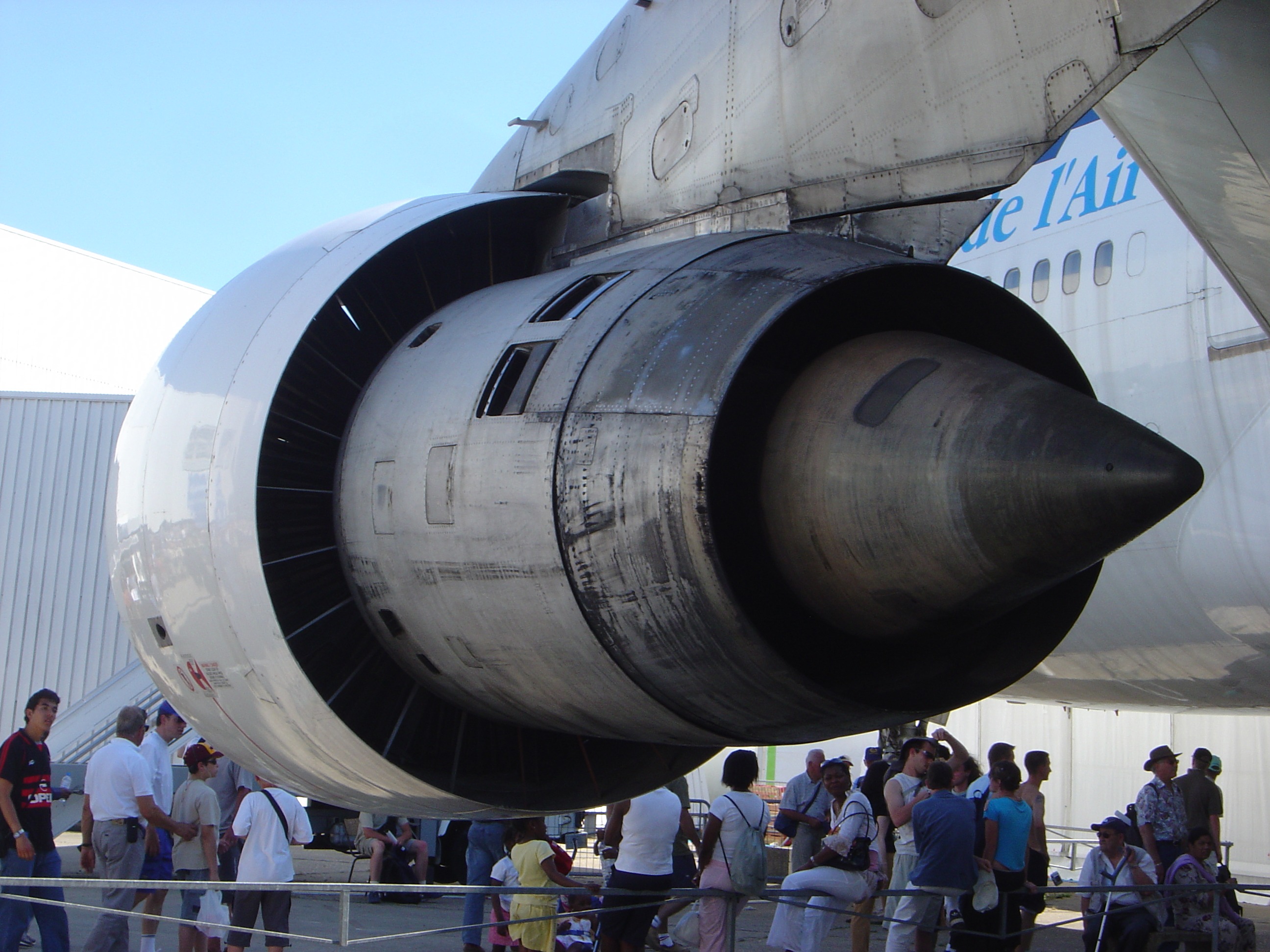
محرك عنفي مروحي يشتغل على طائرة Boeing 747.

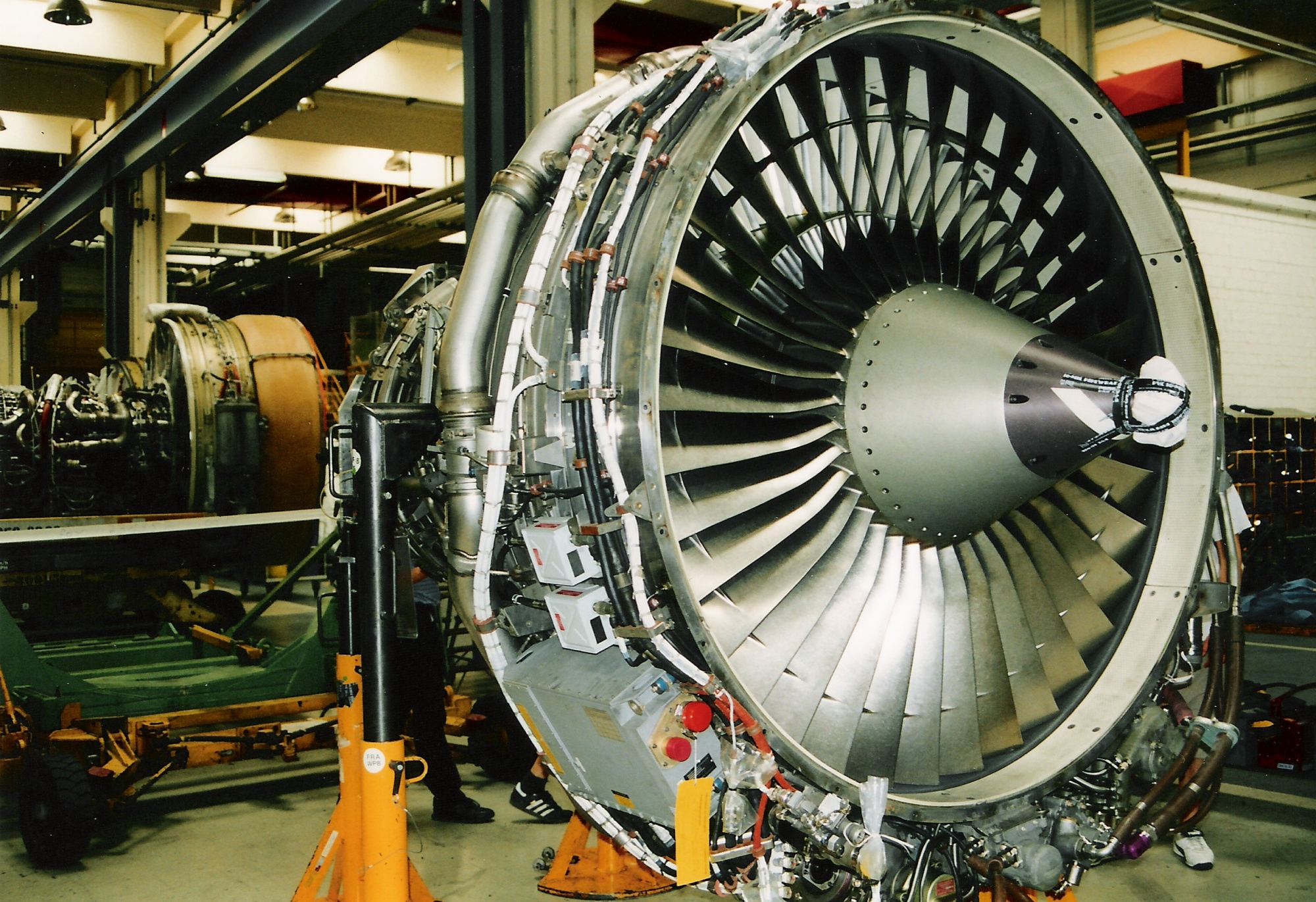
محرك عنفي مروحي من نوع سي اف ام 56 من أنتاج شركة سي اف ام الدولية

بسبب قدرته على تعزيز دفع الطائرة بتسريع الهواء بواسطة المروحة دون حرق مزيد من الوقود فإن المحرك العنفي المروحي يعد أكثر كفاءة من المحرك النفاث الطوربو كما أن بطء الهواء المحود يخفت صوت ضجيج المحرك ويجعله هادئا.
(ملحوظة: لم يستخدم محرك عنفي مروحي في طائرة كونكورد بسبب أن قطره كبير، واستخدم فيها محرك نفاث طوربو من نوع أوليمبوس 593. وصلت سرعة الكونكورد إلى 2 ماخ، أي ضعف سرعة الصوت في الهواء. أما الطائرات المدنية المعهودة فهي تستخدم المحرك العنفي المروحي وتطير بسرعتها المعتادة التي تصل إلى 86و0 ماخ فقط.)

## أنواعه

محاكاة للمحرك العنفي المروحي واسع التحويد.
A. سكة الضغط المنخفض
B. سكة الضغط العالي
C. أجزاء ساكنة.
1. باسنة المحرك
2. مروحة
3. ضغاط الضغط المنخفض.
4. ضغاط الضغط العالي.
5. حجرة الاحتراق.
6. عنفة الضغط العالي.
7. عنفة الضغط المنخفض.
8. خرطوش القلب
9. خرطوش المروحة.

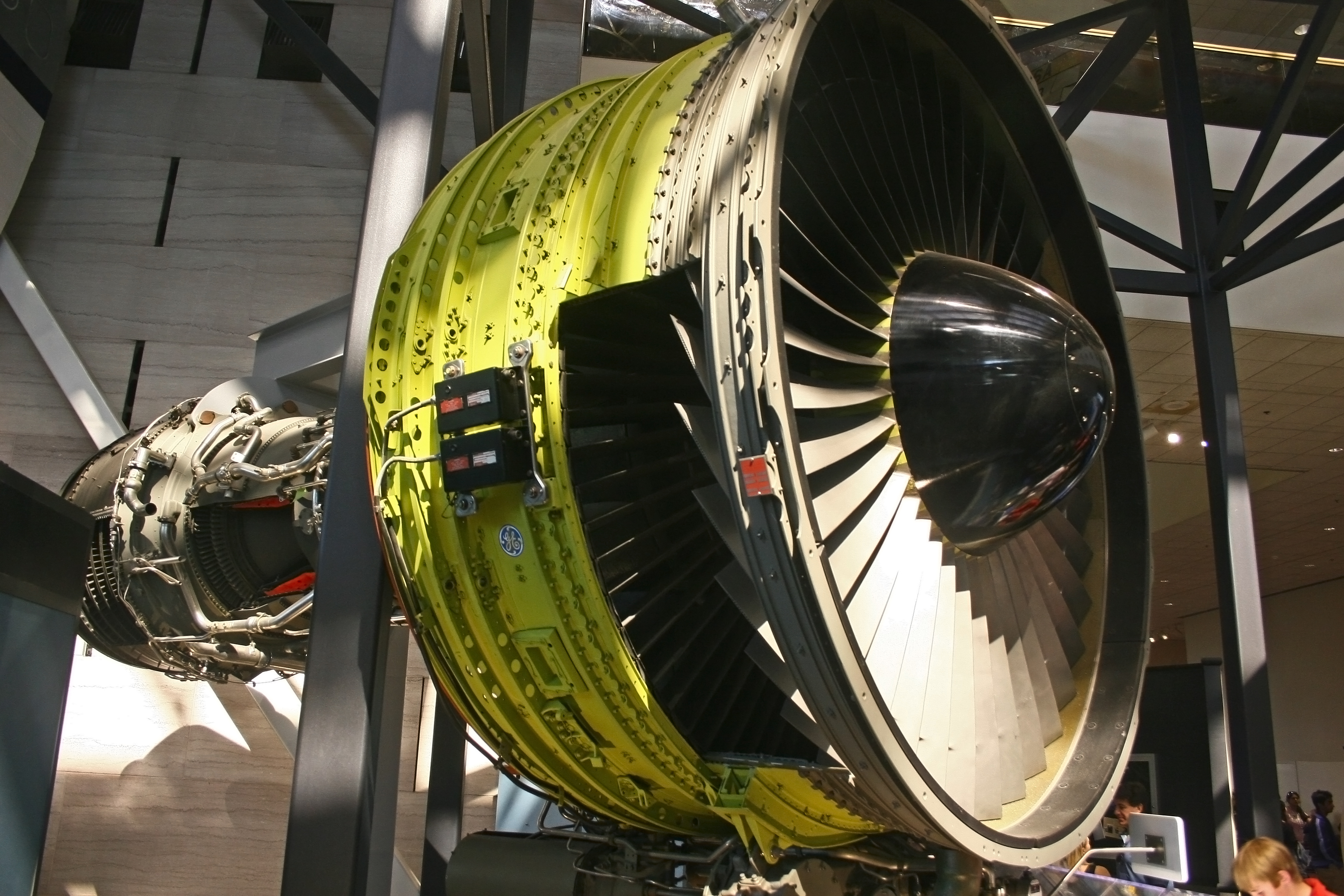
محرك جنرال الكتريك سي إف 6 المستعمل في إيرباص إيه 330 وعدة طائرات أخرى.

ينقسم المحرك العنفي المروحي  بحسب تحويده للهواء إلى نوعين:
- محرك عنفي مروحي واسع التحويد:

مروحته كبيرة، تقوم بتحويد كميات أكبر من الهواء وضجيجيه أخفض وكفائته أعلى.
- محرك عنفي مروحي ضيق التحويد:

على العكس من المحرك الواسع فمروحته صغيره وضجيجه أعلى وكفائته أقل، لكن يمكن أن يقرن بحراق لاحق لتعزيز الدفع.

## صناعته
- تقوم شركة رولز رويس بي إل سي بتصنيع محركات العنفة المروحية من طراز رولز رويس أر بي 211 المستعمل في بوينغ 747 وبوينغ 757 وبوينغ 767 ولوكهيد إل-1011 تراي ستار وتوبوليف تي يو-204
- شركة سي اف ام الدولية تصنع محركها سي اف ام 56 المستعمل في طائرات إيرباص إيه 340 وإيرباص إيه 320 وبوينغ 737 وبوينغ كيه سي -135
- جنرال الكتريك للطيران ومحركها جي اي 90 المخصص لبوينغ 777 ومحركها جي اي ان اكس المشغل على بوينغ 787 ومرشح لتشغيل إيرباص إيه 350.كما صنعت المحرك ف-110 الذي يشتغل على 80% من مقاتلات جنرال دايناميكس إف-16 فايتينغ فالكون وكذلك المحركان ف 404 وف414 الذان يخدمان مقاتلات الـ إف-18.
- برات آند ويتني بمحركها جيه تي 9 دي (JT9D) الذي يستخدم على طائرات بوينغ 747 جامبو وإيرباص إيه 300 وأيضا محركها بي دبليو 4000(PW4000) الذي يستخدم على إيرباص إيه 300 وإيرباص إيه 310 وكذلك إف-135 وإف-119 الذان يشغلان مقاتلة الجيل الخامس ف 22 ومحرك إف-100 الذي يشغل المقاتلتين إق 16 وف 15.
- ايفشنكو المتقدمة
- افيادفيجاتل بمحركها د-18ت المتقدم الذي يخدم طائرتين عملاقتين هما أن 124 وأنتونوف أن-225.

## إحالات
1. ↑  أحمد شفيق الخطيب (2018). معجم المصطلحات العلمية والفنية والهندسية الجديد: إنجليزي - عربي موضح بالرسوم (بالعربية والإنجليزية) (ط. 1). بيروت: مكتبة لبنان ناشرون. ص. 859. ISBN:978-9953-33-197-3. OCLC:1043304467. OL:19871709M. QID:Q12244028.
2. ↑  نبذة عن المحرك العنفي المروحي. نسخة محفوظة 10 ديسمبر 2017 على موقع واي باك مشين.